# Gonada

Przekrój ciała meduzy: 8 – gonada

Gonada, gruczoł płciowy, gruczoł rozrodczy – występujący u zwierząt narząd płciowy produkujący męskie bądź żeńskie komórki rozrodcze (gamety). Gonady umożliwiają rozmnażanie płciowe.
U niektórych zwierząt występują samodzielnie (parzydełkowce, niektóre wirki), u pozostałych wchodzą w skład układu rozrodczego. Gonady żeńskie nazywane są jajnikami, a męskie – jądrami. U większości zwierząt gonady występują parzyście. Jedna gonada, najczęściej jajnik, spotykana jest u niektórych bezkręgowców oraz u ptaków. Koralowce i tasiemce wytwarzają większe liczby gonad.
Występowanie u jednego osobnika gonad jednego rodzaju określane jest jako rozdzielnopłciowość, natomiast występowanie gruczołów rozrodczych zarówno męskich, jak i żeńskich to obojnactwo.
W zarodkach zwierząt gospodarskich zawiązki gonad mają jednakowy wygląd. Składają się z komórek podporowych, steroidogenicznych i mezenchymatycznych oraz z gonocytów. Zawiązki gonad przekształcają się w jądra pod wpływem czynnika determinującego rozwój jądra (TDF) lub w jajniki (w przypadku braku czynników determinujących rozwój jąder).